# Закон України «Про державну службу» (1993)
Закон України «Про державну службу» — Закон України, ухвалений 16 грудня 1993 року.
Закон регулював відносини, пов'язані з реалізацією громадянами України права на державну службу. Він визначав загальні засади діяльності, а також статус державних службовців, які працюють в державних органах та їх апараті.
Закон утратив чинність з 1 травня 2016 року відповідно до нового Закону «Про державну службу», прийнятого 10 грудня 2015 року.
Закон визначав державну службу в Україні як професійну діяльність осіб, які займають посади в державних органах та їх апараті щодо практичного виконання завдань і функцій держави та одержують заробітну плату за рахунок державних коштів.

#### Структура (станом на дату прийняття)
Прийнятий Закон містив 38 статей у восьми розділах:
- Розділ I. Загальні положення
- Розділ II. Державна політика у сфері державної служби
- Розділ III. Правовий статус державних службовців державних органів та їх апарату
- Розділ IV. Проходження державної служби в державних органах та їх апараті
- Розділ V. Службова кар'єра
- Розділ VII. Матеріальне та соціально-побутове забезпечення державних службовців
- Розділ VIII. Відповідальність за порушення законодавства про державну службу.

Конституційний Суд України двічі тлумачив положення Закону.